# Chrząszcze drapieżne Portugalii
Chrząszcze drapieżne Portugalii – ogół taksonów chrząszczy z podrzędu chrząszczy drapieżnych (Adephaga), których występowanie stwierdzono na terenie Portugalii.
lista nie jest kompletna

## Geadephaga

### Biegaczowate(Carabidae)
W Portugalii stwierdzono m.in.:W Portugalii stwierdzono m.in.:

#### Apotominae
- Apotomus angusticollis
- Apotomus rufus
- Apotomus rufithorax
- Apotomus chaudoirii

#### Brachininae
- Aptinus displosor
- Brachinus bellicosus
- Brachinus bodemeyeri
- Brachinus efflans
- Brachinus elegans
- Brachinus exhalans
- Brachinus explodens
- strzel łoskotnik (Brachinus crepitans)
- Brachinus immaculicornis subsp. immaculicornis
- Brachinus plagiatus
- Brachinus sclopeta
- Brachinus variventris

#### Broscinae
- Broscus portugalus

#### Carabinae
- tęcznik mniejszy (Calosoma inquisitor) subsp. inquisitor
- Calosoma maderae subsp. maderae
- Calosoma olivieri
- tęcznik liszkarz (Calosoma sycophanta)
- Carabus amplipennis subsp. pseudosteuarti
- Carabus deyrollei
- Carabus galicianus
- Carabus lineatus subsp. lateralis
- Carabus lusitanicus subsp. antiquus subsp. egesippei subsp. latus subsp. lusitanicus subsp. schaumi
- Carabus melancholicus subsp. costatus subsp. submeridionalis
- biegacz gajowy (Carabus nemoralis) subsp. prasinotinctus
- Carabus rugosus subsp. celtibericus
- Carabus steuartii
- Cychrus spinicollis subsp. spinicollis

#### Chlaeniinae
- Callistus lunatus subsp. lunatus
- Chlaeniellus nitidulus
- Chlaeniellus olivieri
- Chlaeniellus vestitus
- Chlaenius chrysocephalus
- Chlaenius infantulus
- Dinodes decipiens
- Dinodes dives subsp. dives subsp. gallaecianus subsp. lusitanicus
- Epomis circumscriptus

#### Cyclosominae
- Masoreus affinis subsp. arenicola
- Masoreus orientalis subsp. nobilis
- Masoreus wetterhallii subsp. testaceus subsp. wetterhallii

#### Dryptinae
- Drypta dentata
- Drypta distincta
- Parazuphium baeticum subsp. mauretaniae
- Parazuphium chevrolatii subsp. chevrolatii
- Parazuphium maroccanum
- Polistichus connexus
- Zuphium numidicum
- Zuphium olens

#### Elaphrinae
- Elaphrus pyrenoeus

#### Harpalinae
- Acinopus gutturosus
- Acinopus picipes
- Acupalpus brunnipes
- Acupalpus cantabricus
- Acupalpus elegans
- Acupalpus dubius
- Acupalpus flavicollis
- Acupalpus ibericus
- Acupalpus maculatus
- Acupalpus meridianus
- Acupalpus notatus
- Acupalpus oliveirae
- Acupalpus parvulus
- Amblystomus algirinus
- Amblystomus escorialensis
- Amblystomus mauritanicus
- Amblystomus metallescens
- Amblystomus niger
- Amblystomus raymondi
- dzier truskawek (Anisodactylus binotatus)
- Anisodactylus heros
- Anisodactylus hispanus
- Anisodactylus signatus
- Anisodactylus virens subsp. virens
- Bradycellus assingi
- Bradycellus chavesi
- Bradycellus distinctus
- Bradycellus excultus
- Bradycellus harpalinus
- Bradycellus lusitanicus
- Bradycellus maderensis
- Bradycellus ruficollis
- Bradycellus verbasci
- Bradycellus  wollastoni
- Carterus fulvipes
- Carterus gilvipes
- Carterus gracilis
- Carterus interceptus
- Carterus microcephalus
- Carterus rotundicollis
- Cryptophonus litigiosus subsp. litigiosus
- Cryptophonus melancholicus subsp. melancholicus
- Cryptophonus tenebrosus
- Daptus vittatus
- Diachromus germanus
- Dicheirotrichus obsoletus
- Dicheirotrichus pallidus
- Ditomus calydonius subsp. calydonius
- Ditomus tricuspidatus
- Dixus capito
- Dixus clypeatus
- Dixus sphaerocephalus
- Egadroma marginatum
- Graniger cordicollis
- Graniger femoralis
- dzier kruszcowy (Harpalus affinis)
- Harpalus attenuatus
- Harpalus contemptus
- Harpalus cupreus subsp. cupreus
- Harpalus decipiens
- Harpalus dimidiatus
- dzier różnobarwny (Harpalus distinguendus) subsp. distinguendus
- Harpalus neglectus subsp. neglectus
- Harpalus oblitus subsp. patruelis
- Harpalus punctatostriatus
- Harpalus pygmaeus
- dzier czerwononogi (Harpalus rubripes)
- Harpalus rufipalpis subsp. lusitanicus subsp. machadoi
- Harpalus rufitarsoides subsp. diversipennis
- dzier murawowy (Harpalus serripes) subsp. serripes
- Harpalus sulphuripes subsp. sulphuripes
- dzier ćmawy (Harpalus tardus)
- Nesacinopus pelagicus
- Nesarpalus cimensis
- Nesarpalus gregarius
- Nesarpalus vividus
- Oedesis villosulus
- Ophonus ardosiacus
- Ophonus cordatus
- Ophonus diffinis
- Ophonus incisus
- Ophonus laticollis
- Ophonus longicollis
- Ophonus nigripennis
- Ophonus opacus
- Ophonus rotundatus
- Ophonus sabulicola
- Ophonus similis
- Ophonus stictus
- Ophonus subquadratus
- Ophonus subsinuatus
- Parophonus dejeani
- Parophonus hirsutulus
- Parophonus hispanus
- Parophonus maculicornis
- Parophonus mendax
- Pseudoophonus calceatus
- Pseudoophonus griseus
- Pseudoophonus rufipes
- Semiophonus signaticornis
- Stenolophus abdominalis
- Stenolophus discophorus
- Stenolophus mixtus
- Stenolophus paulinoi
- Stenolophus proximus
- Stenolophus skrimshiranus
- Stenolophus teutonus
- Tschitscherinellus cordatus subsp. cordatus

#### Lebiinae
- Apristus europaeus
- Calodromius bifasciatus
- Calodromius spilotus
- Cymindis alternans subsp. alternans
- Cymindis axillaris
- Cymindis discoidea
- Cymindis discophora
- Cymindis etrusca subsp. mediberica
- Cymindis lineola
- Cymindis maderae
- Cymindis miliaris
- Cymindis paivana
- Cymindis portugalica
- Cymindis scapularis
- Cymindis suturalis
- Demetrias imperialis
- Demetrias atricapillus
- Demetrias monostigma
- Dromius angustus subsp. alutaceus
- Dromius fenestratus
- Dromius meridionalis
- oleśnica sinogłowa (Lamprias cyanocephalus)
- Lamprias fulvicollis
- Lamprias pubipennis
- Lamprias rufipes
- oleśnica krzyżaczka (Lebia cruxminor)
- Lebia marginata
- Lebia scapularis
- Lebia trimaculata
- Lionychus albonotatus
- Mesolestes scapularis subsp. scapularis
- Metadromius myrmidon
- Metadromius ramburii
- Microlestes abeillei subsp. abeillei
- Microlestes corticalis
- Microlestes fulvibasis
- Microlestes luctuosus
- Microlestes maurus
- Microlestes negrita
- Paradromius insularis subsp. insularis subsp. oceanicus
- Paradromius linearis
- Philorhizus conicipennis
- Philorhizus insignis
- Philorhizus melanocephalus
- Philorhizus notatus
- Philorhizus umbratus
- Philorhizus vectensis
- Philorhizus vieirai
- Philorhizus wollastoni subsp. nitidus subsp. wollastoni
- Platytarus bufo
- Platytarus faminii subsp. faminii
- Singilis bicolor
- Syntomus foveatus
- Syntomus foveolatus
- Syntomus fuscomaculatus
- Syntomus impressus subsp. decorus
- Syntomus lundbladi
- Syntomus nitidulus
- Syntomus obscuroguttatus
- Syntomus paludicola
- Trymosternus onychinus

#### Licininae
- Badister bullatus
- Badister collaris
- Badister  meridionalis
- Eurygnathus latreillei subsp. latreillei  subsp. wollastoni
- Licinus aequatus subsp. aequatussubsp. angustus subsp. reymondi
- Licinus peltoides
- Licinus punctatulus
- Zargus desertae
- Zargus monizii
- Zargus pellucidus
- Zargus schaumii

#### Loricerinae
- Elliptosoma wollastoni

#### Nebriinae
- Eurynebria complanata
- Leistus acutangulus
- Leistus ellipticus
- Leistus fulvibarbis subsp. fulvibarbis
- Leistus oopterus
- Leistus spinibarbis subsp. expansu
- Nebria andalusia
- lesz truskawczak (Nebria brevicollis)
- Nebria punctatostriata subsp. punctatostriata
- Nebria salina
- Nebria vanvolxemi
- wyszczerek zwinny (Notiophilus aestuans)
- wyszczerek żwawy (Notiophilus biguttatus)
- Notiophilus geminatus
- Notiophilus marginatus
- Notiophilus quadripunctatus
- Notiophilus rufipes

#### Odacanthinae
- kończyn (Odacantha melanura)

#### Omophroninae
- owalnik nadwodny (Omophron limbatum)
- Phrator variegatus subsp. variegatus

#### Oodinae
- Lonchosternus hispanicus

#### Panagaeinae
- świętek krzyżaczek (Panagaeus cruxmajor)

#### Patrobinae
- Penetretus rufipennis

#### Paussinae
- Paussus favieri

#### Perigoninae
- Trechicus nigriceps

#### Platyninae
- Agonum carbonarium subsp. jeannei
- Agonum lugens
- skoropędek obrzeżony (Agonum marginatum)
- Agonum monachum subsp. monachum
- skoropędek dwubarwny (Agonum muelleri) subsp. muelleri
- Agonum numidicum
- Agonum nigrum
- Agonum permoestum
- skoropędek sześciokropek (Agonum sexpunctatum)
- Agonum viduum
- Agonum viridicupreum
- Anchomenus cyaneus
- pospieszek polny (Anchomenus dorsalis)
- pieszek polny (Calathus ambiguus) subsp. ambiguus
- Calathus asturiensis
- Calathus brevis
- Calathus carvalhoi
- pieszek pospolity (Calathus cinctus)
- Calathus circumseptus
- Calathus colasianus
- Calathus complanatus subsp. complanatus subsp. obesus subsp. vandeli
- pieszek żółtonogi (Calathus erratus) subsp. erratus
- Calathus extensicollis
- Calathus fimbriatus
- pieszek zbożowiec (Calathus fuscipes) subsp. graecus
- Calathus hispanicus subsp. dejeani
- Calathus luctuosus
- Calathus lundbladi
- pieszek czarnogłowy (Calathus melanocephalus)
- Calathus minutus
- Calathus mollis
- Calathus pecoudi
- Calathus rotundatus subsp. estrelensis subsp. rotundatus
- Calathus rotundicollis
- Calathus subfuscus
- Calathus vividus
- Laemostenus complanatus
- Laemostenus terricola
- Olisthopus elongatus
- Olisthopus ericae
- Olisthopus fuscatus
- Olisthopus hispanicus
- Olisthopus humerosus
- Olisthopus inclavatus
- Olisthopus maderensis subsp. acutangulus subsp. maderensis
- Paranchus albipes
- Platyderus barrosi
- Platyderus beseanus
- Platyderus depressus
- Platyderus coiffaiti
- Platyderus gallaecus
- Platyderus gregarius
- Platyderus lusitanicus subsp. herminius subsp. lusitanicus
- Platyderus portalegrae
- Platyderus saezi
- Pseudanchomenus aptinoides
- Sphodrus leucophthalmus
- Synuchus vivalis

#### Pterostichinae
- Abacetus salzmanni
- Amara aenea
- Amara affinis
- Amara apricaria
- Amara arcuata subsp. castiliana
- Amara bifrons
- Amara brevis
- Amara corpulenta
- Amara cottyi subsp. cottyi
- Amara equestris subsp. equestris subsp. zabroides
- Amara eurynota
- Amara eximia
- Amara familiaris
- Amara famelica
- Amara fervida subsp. fervida
- Amara fulva
- Amara fulvipes
- Amara fusca
- Amara glabrata
- Amara kulti
- Amara lucida
- Amara metallescens
- Amara montana
- Amara ovata
- Amara rotundata
- Amara rotundicollis
- Amara rufescens subsp. shismatica
- Amara rufipes
- Amara similata
- Amara subconvexa
- Amara superans
- Amara tricuspidata
- Cedrorum azoricus subsp. azoricus subsp. caveirensis
- Orthomus bedelianus
- Orthomus berrai
- Orthomus berytensis
- Orthomus curtus
- Orthomus dilaticollis
- Orthomus gracilipes
- Orthomus hispanicus
- Orthomus lundbladi
- Orthomus pecoudi
- Orthomus susanae
- Orthomus velocissimus subsp. andalusiacus
- Percus politus
- Poecilus cupreus subsp. cupreus
- Poecilus cursorius subsp. cursorius'
- Poecilus gisellae subsp. gisellae
- Poecilus kugelanni
- Poecilus prasinotinctus
- Poecilus  purpurascens subsp. purpurascens
- Poecilus quadricollis
- Poecilus versicolor
- Poecilus wollastoni
- Pterostichus aterrimus subsp. subsp. aterrimus subsp. nigerrimus
- Pterostichus brevipennis subsp. sousae
- Pterostichus galaecianus
- Pterostichus ghilianii
- Pterostichus globosus subsp. ebenus
- Pterostichus gracilis
- Pterostichus nigrita
- Pterostichus paulini subsp. paulini subsp. vanvolxemi
- Pterostichus perisi
- Pterostichus strenuus
- Pterostichus vernalis
- Stomis pumicatus subsp. pumicatus
- Zabrus estrellanus
- Zabrus flavangulus
- Zabrus gravis
- Zabrus humeralis
- Zabrus ignavus subsp. ignavus
- Zabrus pinguis
- Zabrus silphoides subsp. asturiensis subsp. silphoides
- łokaś garbatek (Zabrus tenebrioides)

#### Scaritinae
- stromka brązowa (Clivina collaris)
- stromka podłużna (Clivina fossor) subsp. fossor
- Distichus planus
- Dyschiriodes agnatus
- Dyschiriodes aeneus subsp. aeneus
- Dyschiriodes chalybaeus subsp. chalybaeus
- Dyschiriodes fulvipes subsp. fulvipes
- Dyschiriodes globosus
- Dyschiriodes importunus subsp. immarginatus
- Dyschiriodes punctatus
- Dyschiriodes semistriatus
- Dyschiriodes subcylindricus
- Dyschirius thoracicus
- Parallelomorphus laevigatus
- Parareicheia nevesi
- Reicheiodes microphthalmus subsp. microphthalmus
- Scarites abbreviatus subsp. abbreviatussubsp. cimensis subsp. desertarum
- Scarites cyclops

#### Siagoninae
- Siagona europaea

#### Trechinae
- Aepopsis robini subsp. robini
- Aepus gracilicornis subsp. desertarum subsp. gracilicornis
- Asaphidion curtum subsp. curtum
- Asaphidion cyanicorne subsp. atlanticum
- Asaphidion rossii
- Asaphidion stierlini
- Bembidion crassicorne
- niestrudek czteroplamiec (Bembidion quadrimaculatum) subsp. quadrimaculatum
- Bembidion quadripustulatum subsp. quadripustulatum
- Cillenus lateralis
- Elaphropus globulus
- Emphanes axillaris subsp. occiduus
- Emphanes normannus subsp. normannus
- Emphanes tenellus subsp. tenellus
- Emphanes transversus
- Geocharis boieiroi
- Geocharis estremozensis
- Geocharis femoralis
- Geocharis grandolensis
- Geocharis monfortensis
- Geocharis moscatelus
- Geocharis olisipensis
- Geocharis portalegrensis
- Geocharis sacarraoi
- Geocharis saldanhai
- Geocharis submersus
- Hypotyphlus lusitanicus
- Metallina ambigua
- niestrudek lśniący (Metallina lampros)
- Metallina properans
- Notaphus ephippium
- Notaphus semipunctatus
- Notaphus varius
- Ocydromus andreae
- Ocydromus atlanticus subsp. atlanticus
- Ocydromus atrocaeruleus
- Ocydromus bualei
- Ocydromus caligatus
- Ocydromus callosus subsp. subconnexus
- Ocydromus coeruleus
- Ocydromus cruciatus
- Ocydromus decorus subsp. decorus
- Ocydromus derelictus
- Ocydromus dudichi subsp. dudichi
- Ocydromus genei subsp. genei subsp. illigeri
- Ocydromus hispanicus
- Ocydromus ibericus
- Ocydromus maritimus
- Ocydromus ripicola
- Ocydromus schmidti subsp. mequignoni subsp. schmidti
- Ocydromus siculus subsp. winkleri
- Ocydromus strictus
- Ocydromus subcostatus subsp. vau
- Ocydromus tetracolus subsp. tetracolus
- Ocydromus tabellatus
- Ocydromus tibialis
- Ocys harpaloides
- Ocys tachysoides
- Odontium striatum
- Paratachys bistriatus
- Paratachys elongatulus
- Paratachys fulvicollis
- Paratachys micros
- Paratachys obtusiusculus
- Paratachys simulator subsp. rifensis subsp. simulator
- zwinnik potokowy (Perileptus areolatus) subsp. areolatus
- Philochthus antoinei
- Philochthus biguttatus
- Philochthus escherichi subsp. paganettii
- Philochthus guadarramensis
- Philochthus guttula
- Philochthus iricolor
- Philochthus lunulatus
- Philochthus vicinus
- Phyla obtusa
- Phyla tethys
- Pogonistes gracilis
- Pogonus chalceus subsp. chalceuss subsp. viridanus
- Pogonus gilvipes
- Pogonus littoralis
- Pogonus luridipennid
- Pogonus meridionalis
- Polyderis algiricus
- Porotachys bisulcatus
- Princidium bipunctatum subsp. laevifrons
- Princidium dufourii
- Princidium flavoposticatum
- Princidium laetum
- Princidium pallidipenne
- Princidium paulinoi
- Princidium punctulatum subsp. punctulatum
- Sinechostictus cribrum subsp. cribrum
- Sinechostictus elongatus
- Sinechostictus stomoides subsp. stomoides
- Sirdenus grayii
- Sphaerotachys hoemorrhoidalis
- Sphaerotachys lucasii
- Tachys scutellaris
- Tachyta nana
- Tachyura diabrachys
- Tachyura curvimana
- Tachyura ferroa
- Tachyura parvula
- Tachyura quadrisignata
- Tachyura walkeriana
- Thalassophilus azoricus
- Thalassophilus caecus
- Thalassophilus longicornis
- Thalassophilus pieperi
- Thalassophilus whitei
- Trechus alticola
- Trechus assingi
- Trechus bibulus
- Trechus cautus
- Trechus cuniculorum
- Trechus custos
- Trechus debilis
- Trechus decolor
- Trechus dilutus
- Trechus flavomarginatus
- Trechus fulvus subsp. fulvoides subsp. fulvus
- Trechus gamae
- Trechus isabelae
- Trechus jorgensis
- Trechus lunai
- Trechus lundbladi
- Trechus lusitanicus
- Trechus machadoi
- Trechus maderensis
- Trechus minyops
- Trechus montanheirorum
- Trechus nigrocruciatus
- Trechus nugax
- Trechus obtusus subsp. asturicus subsp. obtusus
- Trechus oromii
- Trechus pereirai
- Trechus picoensis
- Trechus pieltaini
- zwinnik skrzydlasty (Trechus quadristriatus)
- Trechus schaufussi subsp. algarvensis subsp. schaufussi
- Trechus signatus
- Trechus silveiranus
- Trechus terceiranus
- Trechus terrabravensis
- Trechus tetracoderus
- Trechus torretassoi
- Trechus umbricola
- Trepanes articulatus
- Trepanes clarkii subsp. clarkii
- Trepanes doris
- Trepanes maculatus subsp. maculatus
- Trepanes octomaculatus
- Typhlocharis algarvensis
- Typhlocharis bivari
- Typhlocharis carinata
- Typhlocharis elenae
- Typhlocharis fozcoaensis
- Typhlocharis gomesalvesi
- Typhlocharis lunai
- Typhlocharis quadridentata
- Typhlocharis paulinoi
- Typhlocharis passosi
- Typhlocharis sarria
- Typhlocharis singularis

#### Trzyszczowate(Cicindelinae)
- Calomera littoralis subsp. littoralis
- Cassolaia maura subsp. maura
- Cephalota hispanica
- Cephalota litorea subsp. goudoti
- trzyszcz polny (Cicindela campestris) subsp. campestris
- Cicindela lusitanicasubsp. lusitanica subsp. silvaticoides
- trzyszcz nadmorski (Cicindela maritima) subsp. maritima
- Cicindela maroccana subsp. maroccana subsp. pseudomaroccana
- Cylindera trisignata subsp. atlantica subsp. siciliensis
- Lophyra flexuosa subsp. flexuosa
- Myriochila melancholica

## Hydradephaga

### Flisakowate(Haliplidae)
W Portugalii stwierdzono m.in.:W Portugalii stwierdzono m.in.:
- Haliplus andalusicus
- flisak żółtoszyi (Haliplus flavicollis)
- Haliplus fulvus
- Haliplus lineatocollis
- Haliplus mucronatus
- Haliplus rubidus
- Haliplus ruficollis
- Peltodytes caesus
- Peltodytes rotundatus

### Hygrobiidae
W Portugalii stwierdzono m.in.:W Portugalii stwierdzono m.in.:
- Hygrobia hermanni

### Krętakowate(Gyrinidae)
W Portugalii stwierdzono m.in.:W Portugalii stwierdzono m.in.:
- Aulonogyrus concinnus
- Aulonogyrus striatus
- Gyrinus caspius
- Gyrinus dejeani
- Gyrinus distinctus
- Gyrinus substriatus
- Gyrinus urinator
- kręciel (Orectochilus villosus)

### Noteridae
W Portugalii stwierdzono m.in.:W Portugalii stwierdzono m.in.:
- Noterus clavicornis

### Pływakowate(Dytiscidae)
W Portugalii stwierdzono m.in.:W Portugalii stwierdzono m.in.:

#### Agabinae
- Agabus biguttatus
- ruczajnik pospolity (Agabus bipustulatus)
- Agabus brunneus
- Agabus conspersus
- Agabus didymus
- Agabus godmanni
- Agabus heydeni
- Agabus labiatus
- Agabus maderensis
- Agabus nebulosus
- Agabus paludosus
- Agabus picotae
- Agabus wollastoni
- Ilybius albarracinensis
- Ilybius chalconatus
- Ilybius dettneri
- grążak mułowy (Ilybius fenestratus)
- Ilybius fuliginosus
- Ilybius meridionalis
- Ilybius montanus

#### Colymbetinae
- Colymbetes fuscus
- Colymbetes schildknechti
- Meladema coriacea
- Meladema lanio
- Rhantus exsoletus
- Rhantus hispanicus
- Rhantus suturalis

#### Copelatinae
- Copelatus atriceps
- Copelatus haemorrhoidalis

#### Dytiscinae
- Acilius duvergeri
- toniak żeberkowany (Acilius sulcatus)
- topień (Cybister lateralimarginalis)
- Cybister tripunctatus
- Dytiscus circumflexus
- pływak żółtobrzeżek (Dytiscus marginalis)
- Dytiscus pisanus
- Dytiscus semisulcatus
- Eretes sticticus
- Hydaticus leander

#### Hydroporinae
- Bidessus coxalis
- Bidessus goudotii
- Bidessus minutissimus
- Bidessus pumilus
- Deronectes bicostatus
- Deronectes costipennis
- Deronectes fairmairei
- Deronectes ferrugineus
- Deronectes moestus
- Deronectes opatrinus
- Graptodytes aequalis
- Graptodytes flavipes
- Graptodytes fractus
- Graptodytes ignotus
- Graptodytes varius
- Hydroglyphus geminus
- Hydroporus brancoi
- Hydroporus brancuccii
- Hydroporus decipiens
- Hydroporus discretus
- Hydroporus guernei
- Hydroporus gyllenhalii
- Hydroporus incognitus
- Hydroporus limbatus
- Hydroporus lucasi
- Hydroporus lundbladi
- Hydroporus necopinatus
- Hydroporus nevadensis
- Hydroporus nigrita
- Hydroporus nivalis
- Hydroporus normandi
- Hydroporus obsoletus
- Hydroporus paganettianus
- Hydroporus planus
- Hydroporus pubescens
- Hydroporus tessellatus
- Hydroporus vagepictus
- Hydroporus vespertinus
- Hydrovatus clypealis
- Hydrovatus cuspidatus
- Hygrotus confluens
- Hygrotus inaequalis
- Hygrotus lagari
- Hyphydrus aubei
- Metaporus meridionalis
- Methles cribratellus
- Nebrioporus canaliculatus
- Nebrioporus carinatus
- Nebrioporus ceresyi
- Nebrioporus clarkii
- Nebrioporus dubius
- Nebrioporus elegans
- Nebrioporus fabressei
- Oreodytes sanmarkii
- Oreodytes septentrionalis
- Porhydrus lineatus
- Porhydrus vicinus
- Rhithrodytes agnus
- Scarodytes halensis
- Stictonectes escheri
- Stictonectes epipleuricus
- Stictonectes formosus
- Stictonectes lepidus
- Stictonectes occidentalis
- Stictonectes optatus
- Stictotarsus bertrandi
- Stictotarsus duodecimpustulatus
- Stictotarsus griseostriatus
- Yola bicarinata

#### Laccophilinae
- Laccophilus hyalinus
- Laccophilus minutus